# Hermannia pulverata
Hermannia pulverata är en malvaväxtart som beskrevs av Gábor Gabriel Andreánszky. Hermannia pulverata ingår i släktet Hermannia och familjen malvaväxter. Inga underarter finns listade i Catalogue of Life.